# 科杜穆迪
科杜穆迪（Kodumudi），是印度泰米尔纳德邦Erode县的一个城镇。总人口12669（2001年）。

## 人口
该地2001年总人口12669人，其中男性6345人，女性6324人；0—6岁人口957人，其中男513人，女444人；识字率69.75%，其中男性为77.49%，女性为61.97%。